# NGC 3239
NGC 3239 = Arp 263 ist eine Irreguläre Galaxie vom Hubble-Typ IBm/P im Sternbild Löwe auf der Ekliptik. Sie ist schätzungsweise 28 Millionen Lichtjahre von der Milchstraße entfernt und hat einen Durchmesser von etwa 40.000 Lichtjahren.
Im selben Himmelsareal befindet sich u. a. die Galaxie IC 607.
Halton Arp gliederte seinen Katalog ungewöhnlicher Galaxien nach rein morphologischen Kriterien in Gruppen. Diese Galaxie gehört zu der Klasse Galaxien mit unregelmäßigen Klumpen.
Die Typ-IIP-Supernova SN 2012A wurde hier beobachtet.
Das Objekt wurde am 21. März 1784 von Wilhelm Herschel entdeckt.

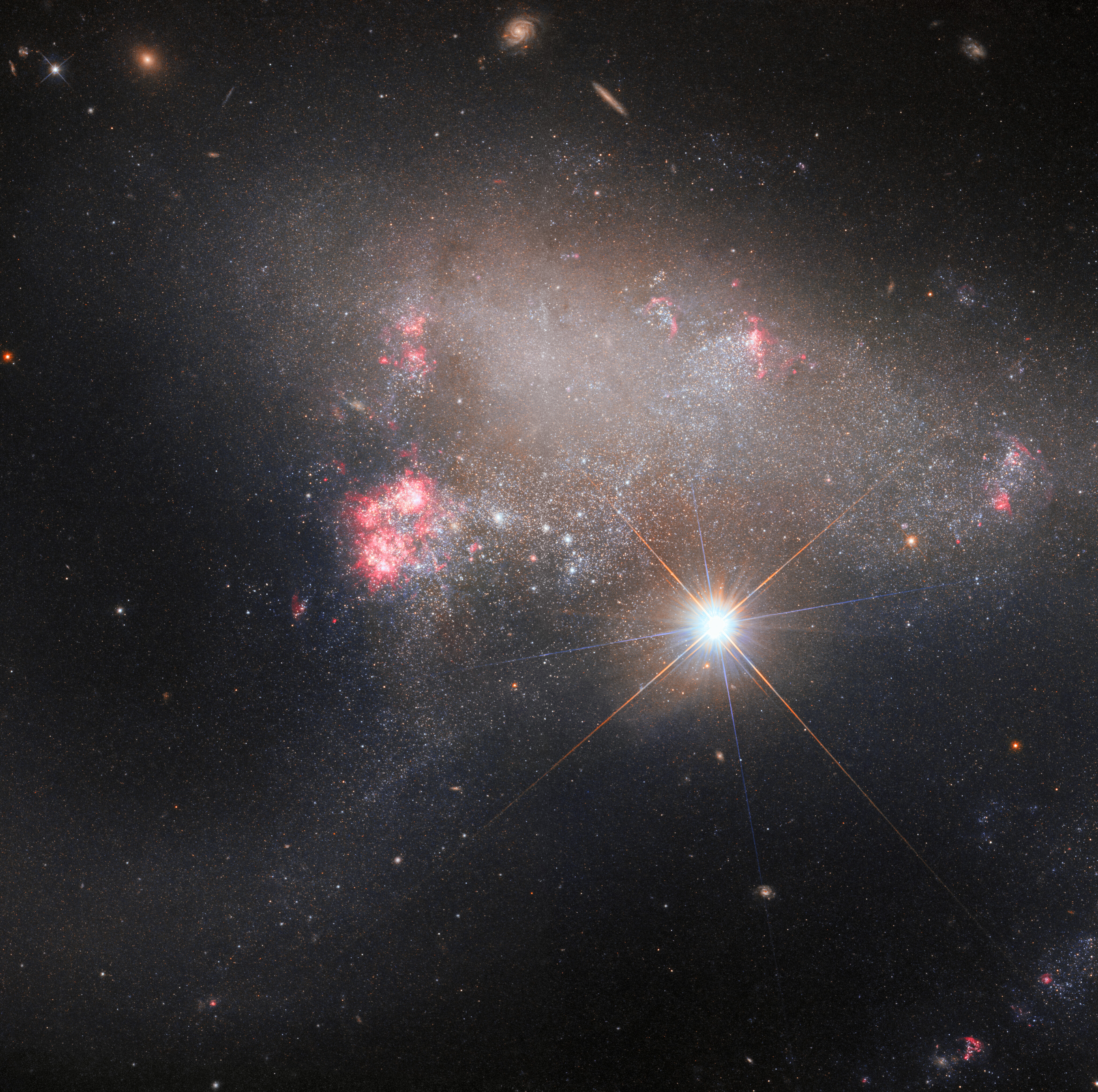
Hochaufgelöste Aufnahme des zentralen Bereichs mithilfe des Hubble-Weltraumteleskops